# Criterio.hn
Criterio.hn (pronunciado: 'criterio punto ache ene') es un medio digital hondureño fundado en mayo de 2015 por Jorge Burgos, Emy Padilla y otras personas que abandonaron el medio poco después de su fundación.
El medio tiene un convenio con Project Syndicate para reproducir sus notas y artículos. Es también proveedor de contenido noticioso de la plataforma Factiva de la compañía Dow Jones & Company.

## Historia
A finales del 2014, un grupo de más de 20 periodistas, en su mayoría desempleados, se reunieron para planificar un proyecto periodístico. Su meta, según cuenta Jorge Burgos, uno de sus cofundadores, era crear un periódico: «independiente», no «sujeto a ningún gobierno, grupo fáctico o ideología política partidaria»; y «alternativo», con una nueva forma de investigar y contar los hechos para sacar a la luz actos de corrupción. Para el grupo, el periodismo tradicional en el país se encontraba «al servicio del poder». El nombre del medio surgió bajo la idea de que el lector formara su propio criterio al leer los hechos noticiosos.
Luego que varios abandonaran el proyecto, el 1 de mayo de 2015, seis personas lanzaron Criterio.hn. Pero al cabo de cuatro meses, solo Emy Padilla y Burgos continuaban al frente, los demás se retiraron. Durante los siguientes cinco años, ambos se hicieron cargo del medio, el cual comenzaría a publicar las opiniones de Edmundo Orellana, el político Hugo Noé Pino y el funcionario y analista Víctor Meza, aumentando la popularidad de Criterio.hn. A partir de 2020, el medio comenzó a recibir donaciones internacionales.

## Financiación y alianzas
Criterio.hn recibe apoyo financiero de:
- Fundación Nacional para la Democracia (NED)
- Consorcio para Apoyar el Periodismo Independiente en la Región
- Dow Jones & Company
- Google News Lab
- Fundación Internacional Seattle (SIF)
- Fundación Rockefeller

También tiene alianzas con: la Universidad Tecnológica Centroamericana, la Universidad José Cecilio del Valle, Latinoamérica21 y Project Syndicate.

## Denuncias
En noviembre de 2017, la directora y cofundadora del medio, Emy Padilla, denunció que directivos del Colegio de Periodistas de Honduras, incluido su presidente, Dagoberto Rodríguez, amenazaron con proceder judicialmente en contra de Criterio.hn, tras la publicación de un extenso reportaje el 13 de octubre llamado “Directivos de periodistas hacen piñata con los fondos de pensiones”.
En mayo de 2023, el editor y cofundador, Jorge Burgos, emitió una queja pública ante el Comité por la Libertad de Expresión (C-Libre), relatando que durante los primeros 14 meses del gobierno de Xiomara Castro  Casa Presidencial no había dado la autorización al medio para tener acceso a esa sede del Poder Ejecutivo. La solicitud de autorización fue hecha desde el inicio de la nueva administración, el 27 de enero de 2022. Según Burgos, la negativa vino de parte del asesor presidencial, Manuel Zelaya, por el cirticismo del medio digital hacia el poder.
En noviembre de 2024, Criterio.hn publicó un extenso reportaje sobre la libertad de prensa en Honduras, donde afirmaba que los ataques a periodistas y medios habían «escalado procupantemente» durante los dos primeros años de gobierno de Xiomara Castro. Los ataques se harían principalmente a través de redes sociales por parte de funcionarios del gobierno. El medio señaló específicamente al secretario de Planificación Estratégica, Ricardo Salgado, quien en un programa televisivo emitido el 21 de noviembre calificó a Criterio.hn como un «enemigo del gobierno» que se dedicaba a mentir. También señaló a Carlos Estrada, director del periódico gubernamental Poder Popular y crítico recurrente del medio digital. Estrada llamó a Criterio.hn un «outlet sin contenido de valor, dedicado al chantaje vulgar en redes sociales». En el reportaje, el medio se quejó también del asesor en comunicaciones, Gilberto Ríos, por tildar de «absurdas» algunas de sus noticias, y del presidente del Congreso Nacional, Luis Redondo, por enviar mensajes privados a la directora del medio reclamando por el contenido de varios reportajes.
En mayo de 2025, el medio denunció intimidación por parte de inversionistas de la empresa Honduras Próspera Inc., quienes mandaron una carta de cese y desistimiento a Criterio.hn exigiéndole retractarse y borrar presuntas declaraciones difamatorias en la publicación “Inconstitucionalidad no frena a Próspera: inversionistas celebran nombramiento de Landau como subsecretario de Estado”. Un representante de la empresa advirtió que en caso contrario, procederían con acciones legales por difamación y daños morales.

## Ataques cibernéticos
El 7 de enero de 2017, Jorge Burgos anunciaba el regreso del medio a la web, tras haber estado 15 días caído producto de un ataque cibernético. Según contó, en ese momento el medio recibía un promedio de 50 ataques de fuerza bruta o intentos de acceso no autorizado. También, el 20 de abril de 2023, Emily Padilla comunicaba la recuperación de la cuenta de Twitter de Criterio.hn, tras haber sido hackeada 9 días atrás.